# Décès en 968
Décès
- 964
- 965
- 966
- 967
- 968
- 969
- 970
- 971
- 972

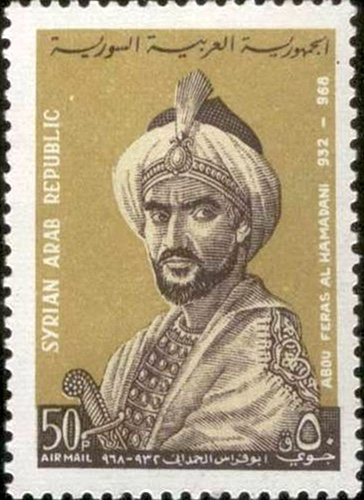
Abu Firas al Hamdani, mort en 968.

Cette page dresse une liste de personnalités mortes au cours de l'année 968 :
- 6 février : Abu al-Misk Kafur, gouverneur d'Égypte[1].
- 2 mars : Guillaume de Mayence, archevêque de Mayence.
- 14 mars : Mathilde de Ringelheim, ou Maud de Ringelheim, reine de Francie orientale.
- 18 mars: Emma de France, noble française, sœur de Hugues Capet, roi de France.

- Abu Firas al Hamdani, prince et poète arabe.
- Abu al-Misk Kafur, eunuque originaire de Nubie au service des souverains ikhchidides, devenu lui-même gouverneur d'Égypte en 966.
- Al-Muttaqi, ou Abû Ishâq “Al-Muttaqî llâh” Ibrâhîm ben Ja`far al-Muqtadir, calife abbasside de Bagdad.
- Gourgen Bagration, ou Gourgen II d'Artanoudji, prince géorgien de la famille des Bagrations.
- Gudrœd Bjornsson, roi viking, qui règne sur le royaume de Vestfold.
- Huáng Quán, maître de la peinture florale et animalière à la cour de Shu, en Chine.
- Rajendravarman II, souverain de l'Empire khmer.
- Rotmond, ou Rotmundus, Romundus, évêque d'Autun.
- Sunifred II de Cerdagne, ou Seniofred, comte de Cerdagne et de Besalú.

## Crédit d'auteurs
- Cet article est partiellement ou en totalité issu de l'article intitulé « 968 » (voir la liste des auteurs).